# Parc de Montigalà
El Parc de Montigalà és un parc situat al barri de Montigalà de Badalona. Amb una superfície de 8,1 ha, està delimitat per l'avinguda de Puigfred, el carrer de Sant Fermí, la travessera de Montigalà i la Rambla de Sant Joan. Constitueix un dels parcs més visitats pels ciutadans de Badalona, des de la seva inauguració l'any 1991.
Es troba a prop del parc de les Muntanyetes a través del corredor ample que constitueix la Rambla de Sant Joan. Encara és més proper el parc G5, amb una barrera aparent que és el pont de la travessera de Montigalà que els passa per sobre. Per altra banda, també s'uneix als espais lliures naturals que estan a tocar seu a la part nord del barri de Montigalà, a prop de la B-20 a través del camí de Sant Jeroni de la Murtra.
El tronc central és dissenyat com a parc semiforestal, amb pendents suaus de verd segat i acompanyat per una vegetació mediterrània d'alzines i pins, rematat amb camins pavimentats. Des de l'entrada de l'avinguda de Puigfred ens trobem amb un camí ample flanquejat amb xicrandes i gespa. Està parcialment adaptat en accessos per a gent discapacitada i té instal·lats jocs infantils per a la mainada. També, cada divendres setmanalment s'hi celebren uns encants de caràcter generalista des de les 8:30 del matí a les 14:30 de la tarda.

## Transport
El parc té tota una sèrie de parades d'autobús en els seus contorns, totes les línies són operades per TUSGSAL.
- B1 (Badalona Av. Martí Pujol - Sta. Coloma Metro Fondo)[2]
- B2 (Badalona Canyadó - Sta. Coloma H. Esperit Sant)[4]
- B17 (Sta. Coloma Rbla. St. Sebastià - Badalona Francesc Layret)[2]
- B19 (Badalona H. Can Ruti - Barcelona H. Vall d'Hebron)[2]
- B24 (Badalona H. Can Ruti - Barcelona Rda. Sant Pere)[2]
- B27 (Sta. Coloma Oliveres - Badalona H. Can Ruti)[2]
- N2 (L'Hospitalet de Llobregat Av. Carrilet - Badalona Via Augusta)[5]
- N9 (Barcelona Pl. Portal de la Pau - Tiana Edith Llaurador)[2]